# Phractopora trifolia
Phractopora trifolia is een mosdiertjessoort uit de familie van de Hexagonellidae. De wetenschappelijke naam van de soort is voor het eerst geldig gepubliceerd in 1866 door Rominger.